# Липовский сельсовет (Башмаковский район)
Липовский сельсовет — сельское поселение в Башмаковском районе Пензенской области Российской Федерации.
Административный центр — село Липовка.

## История
Статус и границы сельского поселения установлены Законом Пензенской области от 2 ноября 2004 года № 690-ЗПО «О границах муниципальных образований Пензенской области».

## Население
| 2010 | 2012  | 2013  | 2014  | 2015 | 2016 | 2017 |
| ---- | ----- | ----- | ----- | ---- | ---- | ---- |
| 857  | ↗1071 | ↘1034 | ↘1015 | ↘976 | ↘925 | ↘878 |
| 2018 | 2021  |       |       |      |      |      |
| ↘855 | ↗925  |       |       |      |      |      |

## Состав сельского поселения
| № | Населённый пункт | Тип населённого пункта       | Население |
| - | ---------------- | ---------------------------- | --------- |
| 1 | Гаугеровка       | село                         | ↘33       |
| 2 | Кирилловка       | село                         | ↘248      |
| 3 | Липовка          | село, административный центр | ↘857      |